# Форт Ферфилд (Мејн)
Форт Ферфилд (енгл. Fort Fairfield) насељено је место без административног статуса у америчкој савезној држави Мејн.

## Демографија
По попису из 2010. године број становника је 1.825, што је 225 (14,1%) становника више него 2000. године.
| Група             | 2000.         | 2010.         |
| Белци             | 1.569 (98,1%) | 1.739 (95,3%) |
| Афроамериканци    | 3 (0,2%)      | 18 (1,0%)     |
| Азијати           | 1 (0,1%)      | 2 (0,1%)      |
| Хиспаноамериканци | 8 (0,5%)      | 31 (1,7%)     |
| Укупно            | 1.600         | 1.825         |